# Cantó de Fontaine-Française
El cantó de Fontaine-Française és un cantó francès del departament de Costa d'Or, situat al districte de Dijon. Té 11 municipis i el cap és Fontaine-Française.

## Municipis
- Bourberain
- Chaume-et-Courchamp
- Dampierre-et-Flée
- Fontaine-Française
- Fontenelle
- Licey-sur-Vingeanne
- Montigny-Mornay-Villeneuve-sur-Vingeanne
- Orain
- Pouilly-sur-Vingeanne
- Saint-Maurice-sur-Vingeanne
- Saint-Seine-sur-Vingeanne

## Història
| Data d'elecció                           | Identitat           | Partit                                         | Qualitat |
| ---------------------------------------- | ------------------- | ---------------------------------------------- | -------- |
| 1945-1951                                | Charles Schoenleber | Radical independent                            |          |
| 1951-1958                                | M. Rabiet           | Divers droite                                  |          |
| 1958-1994                                | Henry Berger        | radical, després UNR, després UDR, després RPR |          |
| 1994-2008                                | François Launoy     | RPR, després UMP                               |          |
| 2008-                                    | Nicolas Urbano      | UMP, després divers droite                     |          |
| les dades anteriors no són pas conegudes |                     |                                                |          |
|                                          |                     |                                                |          |

## Demografia
| A partir de 1990: Població sense dobles comptes |